# Міжліська сільська рада
Міжліська сільська́ ра́да (біл. Міжлескі сельсавет) — адміністративно-територіальна одиниця у складі Березівського району Берестейської області Білорусі. Адміністративний центр — село Міжлісся.

## Склад
Населені пункти, що підпорядковувалися сільській раді станом на 2009 рік:
| Населений пункт | Тип  | Населення, осіб (2009) |
| --------------- | ---- | ---------------------- |
| Батарея         | село | 61                     |
| Єленово         | село | 33                     |
| Костюки         | село | 121                    |
| Матвієвичі      | село | 22                     |
| Міжлісся        | село | 579                    |
| Михалинок       | село | 38                     |
| Ставки          | село | 61                     |
| Судиловичі      | село | 225                    |

## Населення
За переписом населення Білорусі 2009 року чисельність населення сільської ради становила 1140 осіб.

### Національність
Розподіл населення за рідною національністю за даними перепису 2009 року:
| Національність | Осіб | Відсоток |
| -------------- | ---- | -------- |
| білоруси       | 1083 | 95,00 %  |
| росіяни        | 37   | 3,25 %   |
| українці       | 18   | 1,58 %   |
| поляки         | 1    | 0,09 %   |
| молдовани      | 1    | 0,09 %   |
| Разом          | 1140 | 100 %    |